# Прилюк, Дмитрий Михайлович
Дмитрий Михайлович Прилюк (8 ноября 1918, Божиковцы — 22 сентября 1987, Киев) — советский публицист, писатель, педагог, член Союза писателей СССР, один из основателей украинского журналистиковедения, доктор филологических наук, профессор Киевского государственного университета, декан факультета журналистики. Кандидат в члены ЦК КПУ в 1952—1954 годах и в 1956—1960 г. Член Ревизионной Комиссии КПУ в 1954—1956 г.

## Биография
Родился 8 ноября 1918 года в селе Божиковцы (ныне Деражнянского района Хмельницкой области) в многодетной бедняцкой семье. Учился в школе, где был активистом и в учёбе, и в жизни общины. В 1930—1931 учебном году в школе образовалась пионерская организация. Дмитрий Прилюк был одним из первых пионеров как лучший ученик, затем пионервожатым, а с 8 по 10 классы — платным пионервожатым. Учась в школе, он писал для газет.
Закончив Божиковецкую десятилетку, Дмитрий Прилюк по направлению редакции местной газеты «За социалистическую перестройку» и райкома комсомола в 1932 году поступает в Украинский коммунистический институт журналистики в Харькове, который окончил в 1940 году.
Член ВКП(б) с 1940 года.
В 1940—1941 годах учился в аспирантуре Харьковского государственного университета имени Горького. В 1941 году работал ответственным редактором харьковской областной молодёжной газеты «Ленинская смена».
Участвовал в Великой Отечественной войне. В 1941 году работал сотрудником особого отдела, контролером военной цензуры Юго-Западного фронта; сотрудником управления НКВД города Куйбышева, РСФСР. Младший лейтенант Прилюк воевал на Юго-Западном и Калининском фронтах, как замполит роты. После обучения в военном училище снова на фронтах войны. Награждён орденом Отечественной войны 1 степени, медалями.
По окончании войны — на журналистской работе. С октября 1945 года работал на Полтавщине, в редакции областной газеты «Зоря Полтавщины»: в 1945—1947 г. — собственный корреспондент, в 1947—1948 г. — заведующий отделом партийной жизни, в 1948—1950 г. — заместитель ответственного редактора.
В 1950—1953 г. — ответственный редактор Винницкой областной газеты «Винницкая правда». В 1953—1954 г. — консультант отдела пропаганды и агитации ЦК КПУ.
В 1954—1956 г. — ответственный редактор Киевской областной газеты «Киевская правда».
В феврале 1956 — августе 1958 г. — ответственный редактор республиканской газеты «Колхозное село» (теперь «Сельские вести»).
В течение довольно непродолжительного периода Д. М. Прилюк вырос от корреспондента областной газеты до руководителя республиканского печатного органа. В апреле 1958 года его деятельность отмечена орденом Трудового Красного Знамени и Малой Золотой медалью Всесоюзной сельскохозяйственной выставки.
В 1958 году перешел на преподавательскую работу в Киевский государственный университет имени Т. Шевченко, где на факультете журналистики работал почти 30 лет. С 1963 года — доцент, в 1978—1987 — профессор. В 1965—1971 — заведующий кафедрой журналистского мастерства и литературного редактирования. В 1972—1984 — заведующий кафедрой теории и практики партийно-советской прессы. В 1965—1969 годах и в 1972—1982 — декан факультета журналистики.
За цикл очерков, напечатанных в газете «Сельские вести», в 1976 году удостоен Республиканской премии имени Я. Галана.
Умер 22 сентября 1987 года. Похоронен в Киеве на Байковом кладбище. Авторы надгробия — скульптор С. С. Андрейченко и архитектор Н. М. Шило.

## Творчество
Автор:
- сборников:
  - «Уроки» (1956);
  - «У братньому Китаї» (1957);
  - «Здорові будьте, люди» (1960);
  - «Село на нашій Україні» (1961);
  - «Шукачі скарбу» (1961);
- книг юморесок и фейлетонов:
  - «Дозвольте запевнити!» (1958);
  - «На здоров’ячко!» (1962);
  - «Давні знайомі» (1964);
- книгу баллад «Вічність» (1964);
- книгу баллад «Одвічне» (1967);
- рассказов для детей «Безсмертя батьків» (1970);
- романов:
  - «Де ти, поле?» (1971);
  - «Повноколосся» (1977);
- повестей:
  - «Земносили» (1979);
  - «Ми були молоді» (1980).
- научных трудов:
  - «Мистецтво писати» (1969);
  - «Теорія і практика журналістської творчості» (1973);
  - «Спостереження і дослідження фактів журналістом» (1974).

В городе Деражне и селе Божиковцы Хмельницкой области его именем названы улицы. В Божиковецкой сельской библиотеке открыт музей, где ежегодно, 8 ноября, проводятся Прилюковские чтения.

## Память
По окончании войны — на журналистской работе. С октября 1945 года работал на Полтавщине, в редакции областной газеты «Зоря Полтавщины»: в 1945—1947 г. — собственный корреспондент, в 1947—1948 г. — заведующий отделом партийной жизни, в 1948—1950 г. — заместитель ответственного редактора.
В 1991 году в Киеве, на доме, что на улице Марии Заньковецкой, 7, где с 1976 по 1987 год жил и работал писатель, установлена бронзовая мемориальная доска (барельеф, скульптор С. С. Андрейченко, архитектор К. Н. Сидоров).
В серии «Золотые имена украинской журналистики» Национальный союз журналистов Украины издала сборник публицистики «Уроки Дмитрия Прилюка. Воспоминания, литературные произведения» (Киев, ДП «Експрес-об’ява», 2015), автор-составитель издания — Михаил Сорока.